# Castel Maggiore
Castel Maggiore – miejscowość i gmina we Włoszech, w regionie Emilia-Romania, w prowincji Bolonia.
Według danych na styczeń 2009 gminę zamieszkiwały 17 263 osoby przy gęstości zaludnienia 558,3 os./1 km².